# Slovakiens herrlandslag i vattenpolo
Slovakiens herrlandslag i vattenpolo (slovakiska: Slovenské národné vodnopólové družstvo mužov) representerar Slovakien i vattenpolo på herrsidan. Laget slutade på åttonde plats vid världsmästerskapet 2003.

### Fotnoter
1. ↑  Todor Krastev (19 mars 2003). ”Men Water Polo X World Championship 2003 Barcelona (ESP) - 14-26.07 Winner Hungary” (på engelska). Sport Statistics. Arkiverad från originalet den 29 juni 2015. https://web.archive.org/web/20150629172143/http://todor66.com/Water_Polo/World/Men_2003.html. Läst 27 juni 2015.